# 블루리본상 (철도)

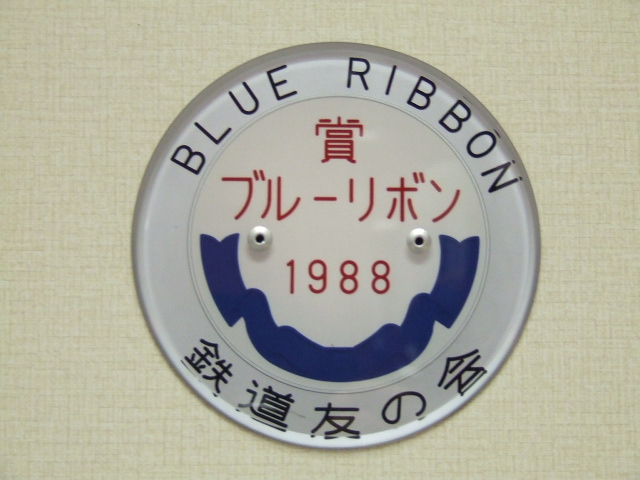

블루리본상(일본어: ブルーリボン賞)은 일본의 데쓰도토모노카이가 1958년 창설한 상으로, 전년에 새롭게 영업 운전을 개시한 철도 차량 중에서 회원의 투표에 의해 선정되는 상이다. 1년에 1회, 1개의 차종을 선정한다.
회원의 투표에 의해서 선택되므로, 지명도가 높은 일본국유철도·JR의 특급형 차량이나, 오다큐 전철의 로망스 카, 나고야 철도의 파노라마 카, 긴키 일본 철도의 어반 라이너, 난카이 전기철도의 라피드 등, 각사의 시대를 대표하는 간판 차량이 자주 선정된다.

## 선정까지의 흐름

### 선정후보차량의 선정
우선, 연초에 그 해의 선정 후보 차량을 선정한다. 이것은 철도 친우회의 베테랑 회원등에 의해 구성되는 선정 위원회에서 행해진다. 대상이 되는 차량은 일본 내에서 사용하는 철도 차량 가운데 그 해의 전년에 영업운전을 시작한 신형 차량(혹은 신형 차량으로 간주할 수 있는 차량)이다. 때문에, 시험차량 등의 사업용 차량이 선정되는 경우는 없다.
- 제조된 해가 아니라, 실제로 영업운전을 시작한 해가 기준이 된다. 예를 들면 규슈 여객철도(JR 규슈) 883계 전동차는 1994년에 제조되었지만 영업운전 개시는1995년이므로, 1996년에 선정되었다. 그 중, 게이세이 전철의 AE형 전동차는 나리타 공항 개항 전인 1973년 12월 30일에 잠정 운용을 시작했기 때문에, 선정기준 기간 내에 영업 운전을 실시한 최단 기록으로 수상하게 되었다.
- 일본이 아닌 다른 국가에서 제조되었어도, 일본 내에서 사용하는 차량은 선정 후보 차량이 된다.
- 종래부터 있는 형식에서 설계를 변경하여 신조된 차량은, 선정 위원회의 판단에 의해 선정 후보 차량이 되는지 아닌지가 결정된다.
- 개조 차량에 대해서도, 선정 위원회가 선정 후보가 되는지 아닌지를 결정한다. 신형식이 되었을 경우에도 개조 부분이 적은 경우에는 선정 후보가 되지 않는 경우도 많고, 반대로 형식 번호가 변하지 않아도 개조 내용이 많은 경우는 선정 후보가 되는 경우가 있다.
- 신칸센의 경우에는 신칸센 0계(1965년), 500계(1997년), 신칸센 N700계(2008년)가 돌아가며 수상을 받았는데, 0계와 500계 사이 미선정기간(33년)동안 4개 차량이 블루리본상 투표에서 탈락, 로렐상을 받았다.

### 투표
이렇게 정해진 선정 후보 차량 중에서 5월(이전에는 4월)에 철도 친우회의 각 회원이 투표를 실시하여, 최다 득표한 차량이 선정 차량이 된다. 다만, 최다 득표를 얻은 차량이라도 전체의 투표 상황에 따라서 선정을 보류하여 시상하지 않는 경우도 극히 드물지만 있다.
덧붙여 이때 선택된 선정 후보 차량 중, 블루리본상에 선정되지 않았던 차량 중에서 선정 위원회가 인정한 우수 차량을 몇 종씩 후보로 선택해 이러한 차량에 대해 1차종씩 선정 위원회에서 협의, 신기술이나 디자인 등 선정에 적합하다고 인정된 차량은 로렐상으로 선정된다(다수의 형식이 선택되는 경우가 있다).

## 선정차량의 목록
- 굵은 글씨는 현용 차량(단, 개조 등으로 수상 당시의 형태·용도로부터 큰 폭으로 변화한 것, 타사에 양도한 것은 제외). 선정된 차량에는, '블루리본상 수상'이라고 쓰여진 플레이트가 차내에 붙여진 경우가 있다. (기관차나 화물 전용 전동차의 경우 차외에 붙여진다)
- 철도 회사은, 선정 당시의 호칭.

| 횟수   | 서력년 | 철도 회사(단체)                 | 차량 이름                       | 애칭                               | 비고                            |
| ------ | ------ | ------------------------------- | ------------------------------- | ---------------------------------- | ------------------------------- |
| 제1회  | 1958년 | 오다큐 전철                     | 3000형 전동차                   | 'SE'                               | 첫회만 무투표 선정              |
| 제2회  | 1959년 | 일본국유철도                    | 151계 전동차                    | '고다마 형'                        |                                 |
| 제3회  | 1960년 | 긴키 닛폰 철도                  | 10100계 전동차                  | (2단식 전망 차량)비스타 카 II세    |                                 |
| 제4회  | 1961년 | 일본국유철도                    | 키하 81계 기동차                | '하쓰카리 형'                      |                                 |
| 제5회  | 1962년 | 나고야 철도                     | 7000계 전동차                   | '파노라마 카'                      |                                 |
| 제6회  | 1963년 | 긴키 닛폰 철도                  | 20100계 전동차                  | '아오조라'                         |                                 |
| 제7회  | 1964년 | 오다큐 전철                     | 3100형 전동차                   | 'NSE'                              |                                 |
| 제8회  | 1965년 | 일본국유철도                    | 신칸센 0계 전동차               | '히카리 및 고다마'                 |                                 |
| 제9회  | 1966년 | 나고야 철도                     | 키하 8000계 기동차              |                                    |                                 |
| 제10회 | 1967년 | 긴키 닛폰 철도                  | 18200계 전동차                  |                                    |                                 |
| 제11회 | 1968년 | 일본국유철도                    | 581계 전동차                    |                                    |                                 |
| 제12회 | 1969년 | 일본국유철도                    | EF66형 전기 기관차              |                                    |                                 |
| 제13회 | 1970년 | 세이부 철도                     | 5000계 전동차                   | '레드 애로우'                      |                                 |
| 제14회 | 1971년 | n/a                             | 해당 차량 없음                  |                                    |                                 |
| 제15회 | 1972년 | 일본국유철도                    | 14계 객차                       |                                    |                                 |
| 제16회 | 1973년 | 일본국유철도                    | 183계 전동차                    |                                    |                                 |
| 제17회 | 1974년 | 게이세이 전철                   | AE형 전동차                     | '스카이라이너'                     |                                 |
| 제18회 | 1975년 | n/a                             | 해당 차량 없음                  |                                    |                                 |
| 제19회 | 1976년 | 한큐 전철                       | 6300계 전동차                   |                                    |                                 |
| 제20회 | 1977년 | 나고야 철도                     | 6000계 전동차                   |                                    |                                 |
| 제21회 | 1978년 | 긴키 닛폰 철도                  | 12400계 전동차                  | '써니 카'                          |                                 |
| 제22회 | 1979년 | 긴키 닛폰 철도                  | 30000계 전동차                  | '(2단식 전망 차량)비스타 카 III세' | 현재: '전망 EX'                 |
| 제23회 | 1980년 | 에노시마 카마쿠라 관광          | 1000형 전동차                   |                                    |                                 |
| 제24회 | 1981년 | 오다큐 전철                     | 7000형 전동차                   | 'LSE'                              |                                 |
| 제25회 | 1982년 | 하코네 등산 철도                | 1000형 전동차                   | '베르니나'                         |                                 |
| 제26회 | 1983년 | 게이힌 급행 전철                | 2000형 전동차                   |                                    |                                 |
| 제27회 | 1984년 | 일본국유철도                    | 일본국유철도 14계 객차(700번대) | '살롱 익스프레스 도쿄'             |                                 |
| 제28회 | 1985년 | 나고야 철도                     | 8800계 전동차                   | '파노라마 DX'                      |                                 |
| 제29회 | 1986년 | 이즈 급행                       | 2100계 전동차                   | '리조트 21'                        |                                 |
| 제30회 | 1987년 | 일본국유철도                    | 키하83·키하 84형 기동차         | '플라노 익스프레스'                | 선정 당시에는 홋카이도 여객철도 |
| 제31회 | 1988년 | 오다큐 전철                     | 10000형 전동차                  | 'HiSE'                             |                                 |
| 제32회 | 1989년 | 긴키 닛폰 철도                  | 21000계 전동차                  | '어반 라이너'                      | 현재: '어반 라이너 plus'        |
| 제33회 | 1990년 | 동일본 여객철도                 | 651계 전동차                    | '슈퍼 히타치'                      |                                 |
| 제34회 | 1991년 | 도부 철도                       | 100계 전동차                    | '스페이시아'                       |                                 |
| 제35회 | 1992년 | 오다큐 전철                     | 20000형 전동차                  | 'RSE'                              |                                 |
| 제36회 | 1993년 | 규슈 여객철도                   | 787계 전동차                    | '쓰바메'                           |                                 |
| 제37회 | 1994년 | n/a                             | 해당 차량 없음                  |                                    |                                 |
| 제38회 | 1995년 | 난카이 전기 철도                | 50000계 전동차                  | '라피드'                           |                                 |
| 제39회 | 1996년 | 규슈 여객철도                   | 883계 전동차                    | '소닉'                             |                                 |
| 제40회 | 1997년 | n/a                             | 해당 차량 없음                  |                                    |                                 |
| 제41회 | 1998년 | 서일본 여객철도                 | 신칸센 500계 전동차             | '노조미'                           |                                 |
| 제42회 | 1999년 | 서일본 여객철도 도카이 여객철도 | 285계 전동차                    | '선라이즈 익스프레스'              |                                 |
| 제43회 | 2000년 | 동일본 여객철도                 | E26계 객차                      | '카시오페아'                       |                                 |
| 제44회 | 2001년 | 규슈 여객철도                   | 885계 전동차                    | '하얀 가모메'                      |                                 |
| 제45회 | 2002년 | 동일본 여객철도                 | E257계 전동차                   | '아즈사 및 가이지'                 |                                 |
| 제46회 | 2003년 | 긴키 닛폰 철도                  | 21020계 전동차                  | '어반 라이너 next'                 |                                 |
| 제47회 | 2004년 | 시코쿠 여객철도                 | 5100형 전동차                   | '마린 라이너'                      |                                 |
| 제48회 | 2005년 | 일본화물철도                    | M250계 전동차                   | '슈퍼 레일 카고'                   |                                 |
| 제49회 | 2006년 | 오다큐 전철                     | 50000형 전동차                  | 'VSE'                              |                                 |
| 제50회 | 2007년 | 도야마 라이트 레일              | TLR0600형 전차                  | '포토 램'                          |                                 |
| 제51회 | 2008년 | 도카이 여객철도 서일본 여객철도 | 신칸센 N700계 전동차            | '노조미'                           |                                 |
| 제52회 | 2009년 | 오다큐 전철                     | 60000형 전동차                  | 'MSE'                              |                                 |
| 제53회 | 2010년 | 동일본 여객철도                 | E259계 전동차                   | '나리타 익스프레스'                |                                 |
| 제54회 | 2011년 | 게이세이 전철                   | AE형 전동차 (2대)               | '스카이라이너'                     |                                 |
| 제54회 | 2012년 | 동일본 여객철도                 | 신칸센 E5계 전동차              | '하야테/야마비코/하야부사'         |                                 |
| 제55회 | 2013년 | 도쿄 메트로                     | 1000계 전동차(2013년 도입)      |                                    |                                 |
| 제56회 | 2014년 | 긴테쓰                          | 50000계 전동차                  | '시마카제'                         |                                 |
| 제57회 | 2015년 | 동일본 여객철도 서일본 여객철도 | 신칸센 E7계·W7계 전동차         | 가가야키/하쿠타카/ 아사마 / 쓰루기 |                                 |
| 제58회 | 2016년 | 한신 전기 철도                  | 5700 계 전동차                  | 'JET SILVER 5700'                  |                                 |

## 같이 보기
- 로렐상